# Kąt oponowo-zatokowy
Kąt oponowo-zatokowy (łac. angulus sinoduralis), kąt Citelliego, kąt Citellego (angulus Citelli) – jeden z punktów topograficznych w chirurgii ucha i kości skroniowej wykorzystywany jako punkt orientacyjny przez laryngologów podczas operacji otochirurgicznych. Kąt ten staje się widoczny w trakcie frezowania kości skroniowej podczas np. antromastoidektomii. Zawarty jest on pomiędzy linią przechodzącą przez powierzchnie podstawy środkowego dołu czaszki, na którym spoczywa płat skroniowy oraz linią przechodzącą przez powierzchnię podstawy tylnego dołu czaszki nad zatoką esowatą. Kąt swoim wierzchołkiem zwrócony jest ku tyłowi i ku górze.
Nazwa eponimiczna upamiętnia włoskiego laryngologa Salvatore Citelli.